# Jack, le vengeur masqué
Jack, le vengeur masqué (Jack of All Trades) est une série télévisée en coproduction américaine et néo-zélandaise en 22 épisodes de 22 minutes, créée par Eric A. Morris et diffusée entre le 7 janvier 2000 et le 2 décembre 2000 en syndication.
En France, la série a été diffusée à partir du 17 décembre 2003 sur TF6.

## Synopsis
Au début du XIXe siècle, l'agent secret Jack Stiles est envoyé en mission par le président Thomas Jefferson dans les Indes orientales, sur l'île fictive de Palau Palau, contrôlée par les Français.
Il y retrouve son contact britannique, l'agent Emilia Rothschild, et tous deux travaillent à stopper les troupes de Napoléon déployées dans la région. Aux yeux de tous, Jack Stiles passe pour le serviteur de la belle Emilia Rothschild, mais lorsque le devoir l'appelle, il se transforme en héros masqué, connu sous le nom du « Dragon ».

## Fiche technique
- Titre original : Jack of All Trades
- Titre français : Jack, le vengeur masqué
- Créateur : Eric Morris
- Productrice : Janine Dickins
- Coproducteur : Michael J. McDonald
- Producteurs exécutifs : Sam Raimi, Alex Kurtzman, Roberto Orci et Robert Tapert
- Coproducteurs exécutifs : Bruce Campbell, David Misch et Eric Gruendemann
- Producteur associé : Sam Clark
- Musique : Joseph LoDuca
- Directeur de la photographie : Kevin Riley
- Montage : Chris Plummer et Christopher Tegg
- Distribution : Beth Hymson, Marie Adams et Marisa Borich
- Création des décors : Robert Gillies
- Création des costumes : Jane Holland

## Distribution
- Bruce Campbell (V. F. : Vincent Violette) : Jack Stiles
- Angela Dotchin (V. F. : Sylvie Jacob) : Emilia Rothschild
- Stuart Devenie (V. F. : Jean Roche) : Gouverneur Croque
- Stephen Papps (V. F. : Pierre Laurent) : Capitaine Brogard
- Charles Pierard : Thomas Jefferson
- Verne Troyer (V. F. : Bernard Soufflet) : Napoléon Bonaparte

## Épisodes

### Première saison
1. Le Retour du Dragon (Return of the Dragoon)
2. Espion à séduire (Sex and the Single Spy)
3. Échec à Barbe Noire (The Floundering Father)
4. Le Super Canon (Once You Go Jack...)
5. Le Dragon volant (The People's Dragoon)
6. Coup de poker (Raging Bully)
7. Les trois font la paire (Daddy Dearest)
8. Mariage surprise (One Wedding and an Execution)
9. Jack change de masque (Croque for a Day)
10. Un cercueil pour deux (Dead Woman Walking)
11. La Potion d'amour (Love Potion No. 10)
12. De surprenantes retrouvailles (Up the Creek)
13. Une île très particulière (X Marquis the Spot)
14. Un opéra mortel (It's a Mad, Mad, Mad, Mad Opera)

### Deuxième saison
1. Le Cheval de l'impératrice (A Horse of a Different Color)
2. Le Monstre marin (Shark Bait)
3. Opération singerie (Monkey Business)
4. La Folle Nuit (The Morning After)
5. Les Jeux du cirque (Croquey in the Pokey)
6. Un, deux, trois, c'est le cheval de Troie (One, Two, Three, Give Me Lady Liberty)
7. Amnésie (Hamnesia)
8. Panique au harem (Seventy Brides For One Brother)